# Novara Hockey Club 1930
Questa voce raccoglie le informazioni riguardanti il Novara Hockey Club nelle competizioni ufficiali della stagione 1930.

## Stagione
Tutte le partite del campionato furono disputate presso il Salone Fratelli Brigatti in via Ciro Menotti 11 a Milano.

## Maglia
| 1ª divisa |

## Organico

### Giocatori
| N° | Naz.              | Ruolo | Sportivo             |  |  |  |
| -- | ----------------- | ----- | -------------------- |  |  |  |
|    | Italia (bandiera) | E     | Francesco Cestagalli |  |  |  |
|    | Italia (bandiera) | E     | Carlo Ciocala        |  |  |  |
|    | Italia (bandiera) | P     | Alceo Concia         |  |  |  |
|    | Italia (bandiera) | E     | Piero Drisaldi       |  |  |  |
|    | Italia (bandiera) | E     | Luigi Gallina        |  |  |  |
|    | Italia (bandiera) | P     | Angelo Grassi        |  |  |  |
|    | Italia (bandiera) | E     | Fiorenzo Zavattaro   |  |  |  |

### Staff tecnico
- Allenatore:  Vittorio Masera

## Risultati

### Divisione Nazionale
| Milano 22 giugno 1930 Semifinale | Novara | ? – ? | Milan | Salone Fratelli Brigatti |

| Milano 22 giugno 1930 Finale | Novara | 3 – 0 | Triestina | Salone Fratelli Brigatti |